# Sjeverna provincija (Sijera Leone)
Sjeverna provincija (engleski: Northern Province) je jedna od tri provincije u Sijera Leoneu. Nalazi se u sjevernom dijelu države na granici s Gvinejom te na obali Atlantskog oceana. Prema podacima iz 2015. godine u provinciji živi 2.502.805 stanovnika na površini od 35.936 km2, dok je prosječna gustoća naseljenosti 69.64 stanovnika na km2.
Provincija je podjeljena na pet okruga:
- Okrug Bombal, središte Makeni

- Okrug Kambia, središte Kambia

- Okrug Koinadugu, središte Kabala
- Okrug Port Loko, središte Port Loko

- Okrug Tonkolili, središte Magburaka

### Granice
Sjeverna provincija graniči s:
- Regija Kindia, Gvineja: sjeverozapad
- Regija Mamou, Gvineja: sjever
- Regija Faranah, Gvineja: sjeveroistok
- Regija Nzérékoré, Gvineja: istok

- Zapadna zona (Sijera Leone): jugoistok
- Istočna provincija (Sijera Leone): jug
- Južna provincija (Sijera Leone): jugozapad

Na zapadu Sjeverne provincije je Atlantski ocean.